# Fernelia
Fernelia é um género botânico pertencente à família Rubiaceae.

## Espécies
- Fernelia buxifolia
- Fernelia decipiens
- Fernelia obovata
- Fernelia pedunculata